# Verbascum barrandoni
Verbascum barrandoni är en flenörtsväxtart som beskrevs av Georges Rouy. Verbascum barrandoni ingår i släktet kungsljus, och familjen flenörtsväxter. Inga underarter finns listade i Catalogue of Life.